# Phyllonorycter roboris
Phyllonorycter roboris là một loài bướm đêm thuộc họ Gracillariidae. Nó được tìm thấy ở khắp châu Âu.

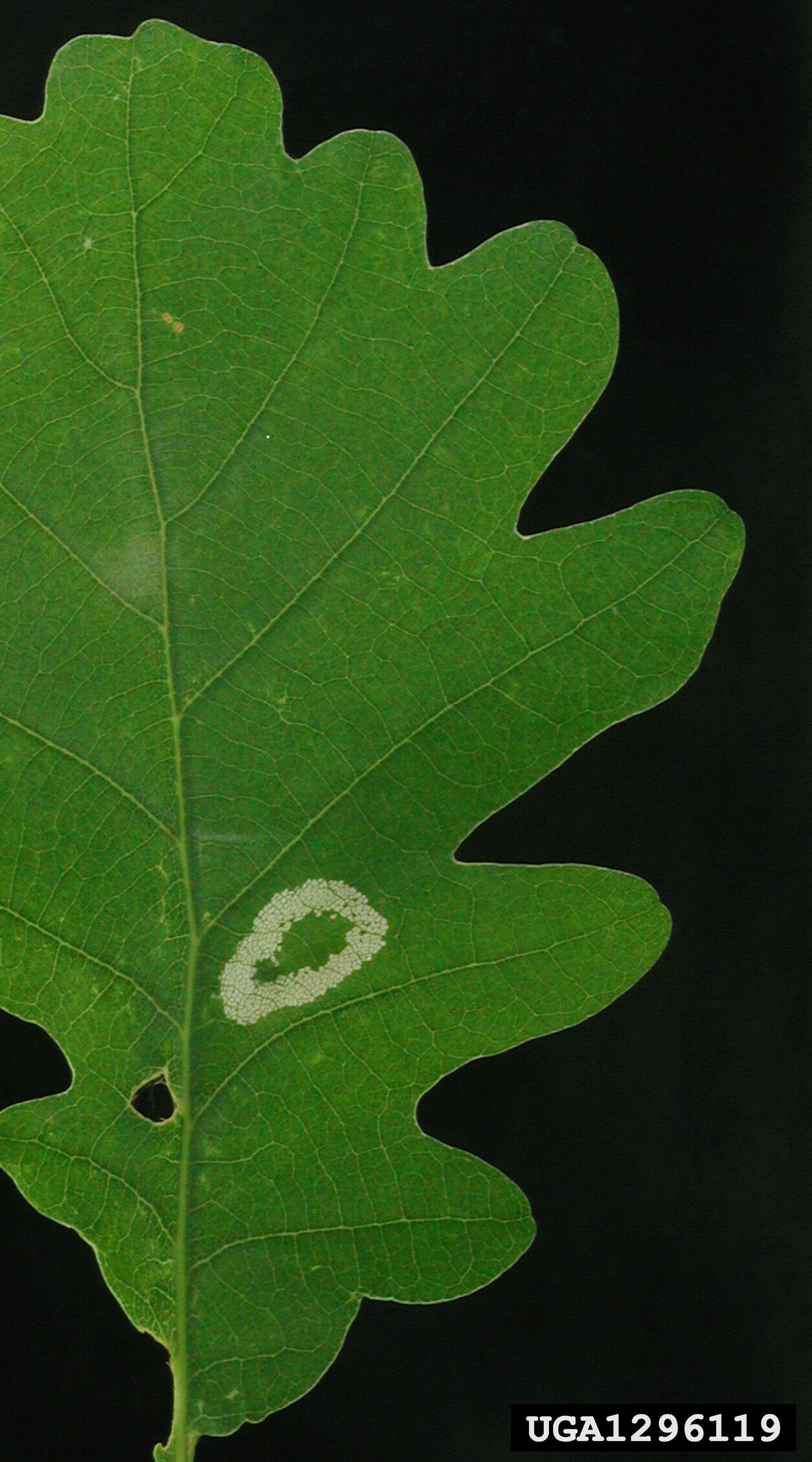
Damage

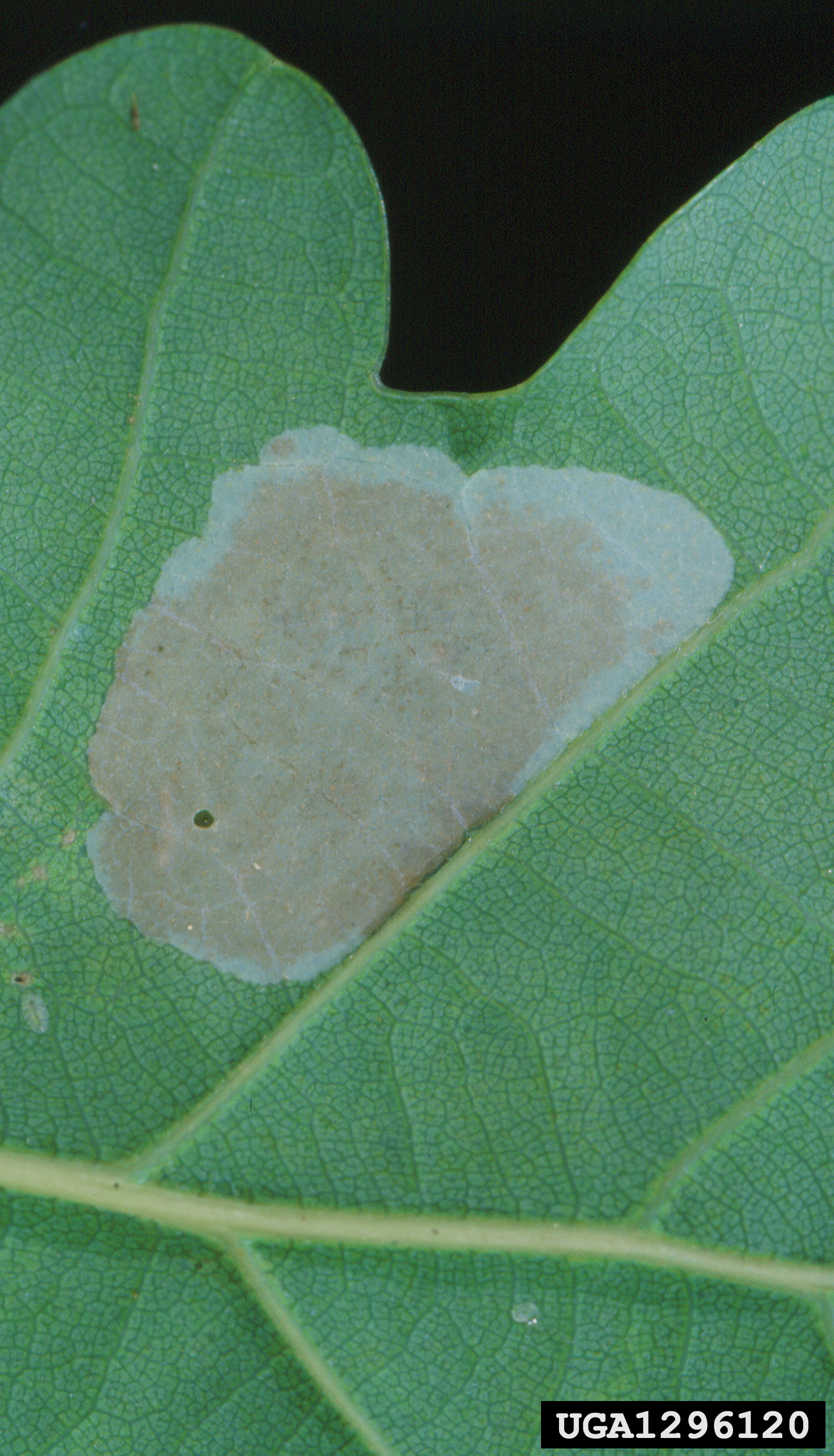
Damage

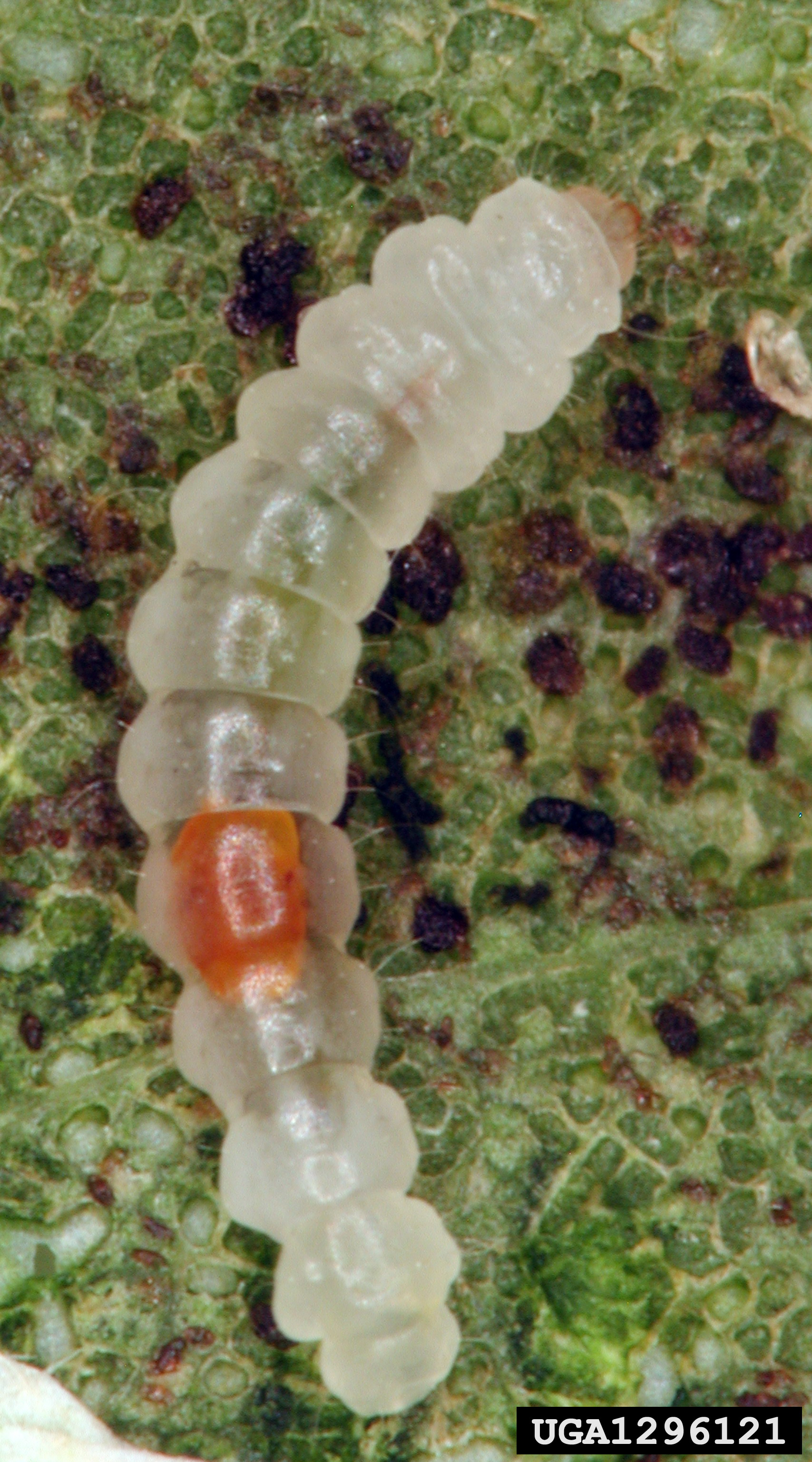
Larva

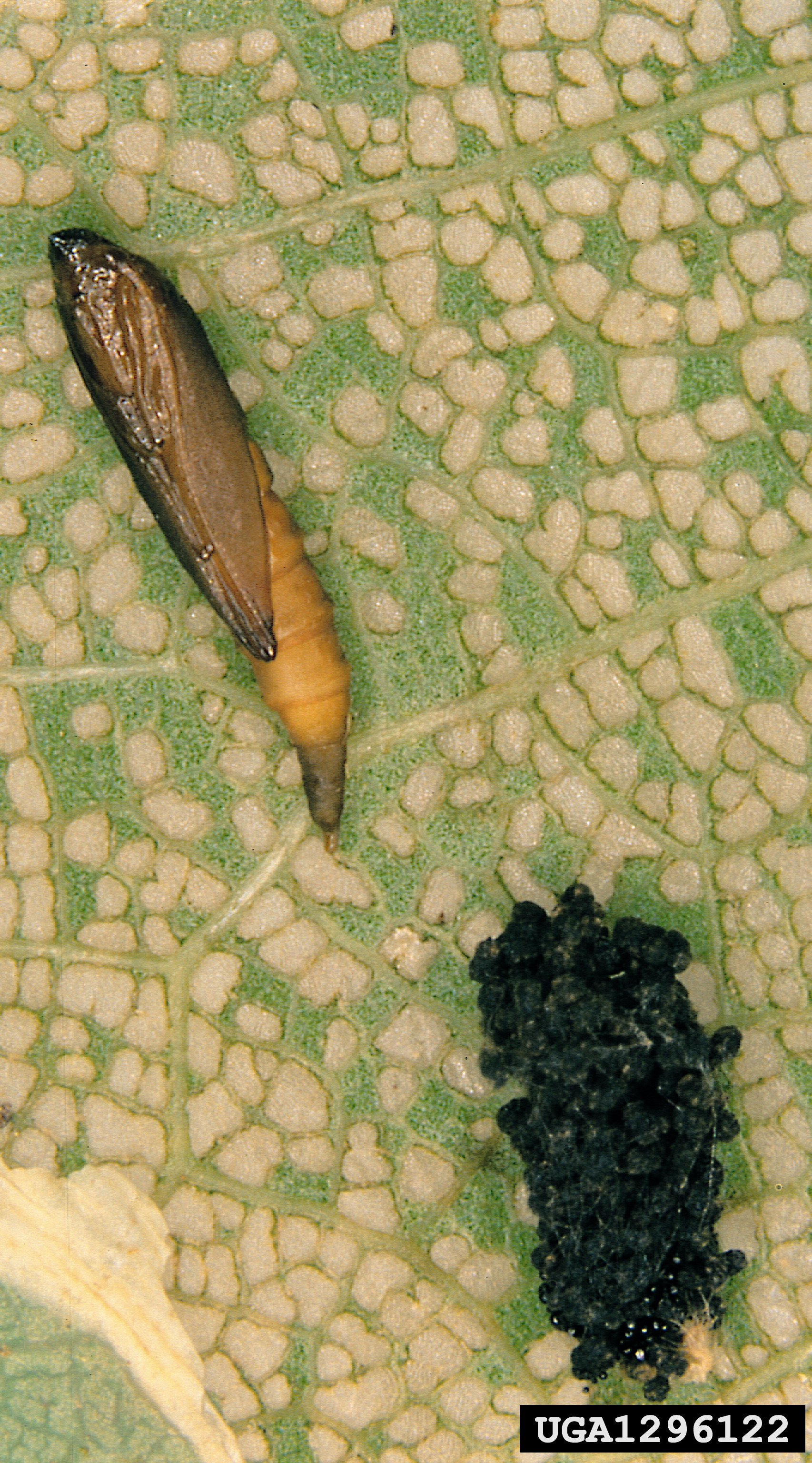
Pupa

Sải cánh dài 7–9 mm. Con trưởng thành bay vào tháng 6 làm một đợt.
Ấu trùng ăn Quercus cerris, Quercus dalechampii, Quercus faginea, Quercus frainetto, Quercus macrocarpa, Quercus pedunculiflora, Quercus petraea, Quercus polycarpa, Quercus pubescens và Quercus robur. Chúng ăn lá nơi chúng làm tổ.